# Kees Buckens
Kees Buckens (Breda, 17 november 1957) is een Nederlandse beeldhouwer.

## Leven en werk
Buckens werd als beeldhouwer opgeleid aan de Koninklijke Academie voor Kunst en Vormgeving in 's-Hertogenbosch en de Jan van Eyck Academie in Maastricht. Hij vestigde zich als beeldend kunstenaar in Rotterdam. Sinds 2002 was hij enige tijd als docent verbonden aan de Vrije Academie in Rotterdam.
Werk van Buckens is te vinden in de openbare ruimte van diverse Nederlandse gemeenten. Zijn in 2005 vervaardigde vijf meter hoge granieten kunstwerk Rice staat in de Mekong-delta in Vietnam.

## Werken in de openbare ruimte (selectie)
- Man (1987), plantsoen Holkerweg in Amersfoort
- Man (1987), woonzorglocatie Lindendael in Hoorn
- Vrouw (1988), Lelystad
- Vrouw II (1990), Charloisse Hoofd in Rotterdam
- Joop den Uyl (1992), Almere
- Tafel (1992), Goverwelle in Gouda
- Shelter (opgedragen aan Henk Duyvestein) (1994), Spinozapark in Rotterdam
- Gate 2 (1997), Muziekplein in Barendrecht
- VIllage (1997), Teylersplein in Nieuwveen, Gemeente Nieuwkoop
- Herdenkingsmonument (2003), 's-Gravenzande

## Fotogalerij

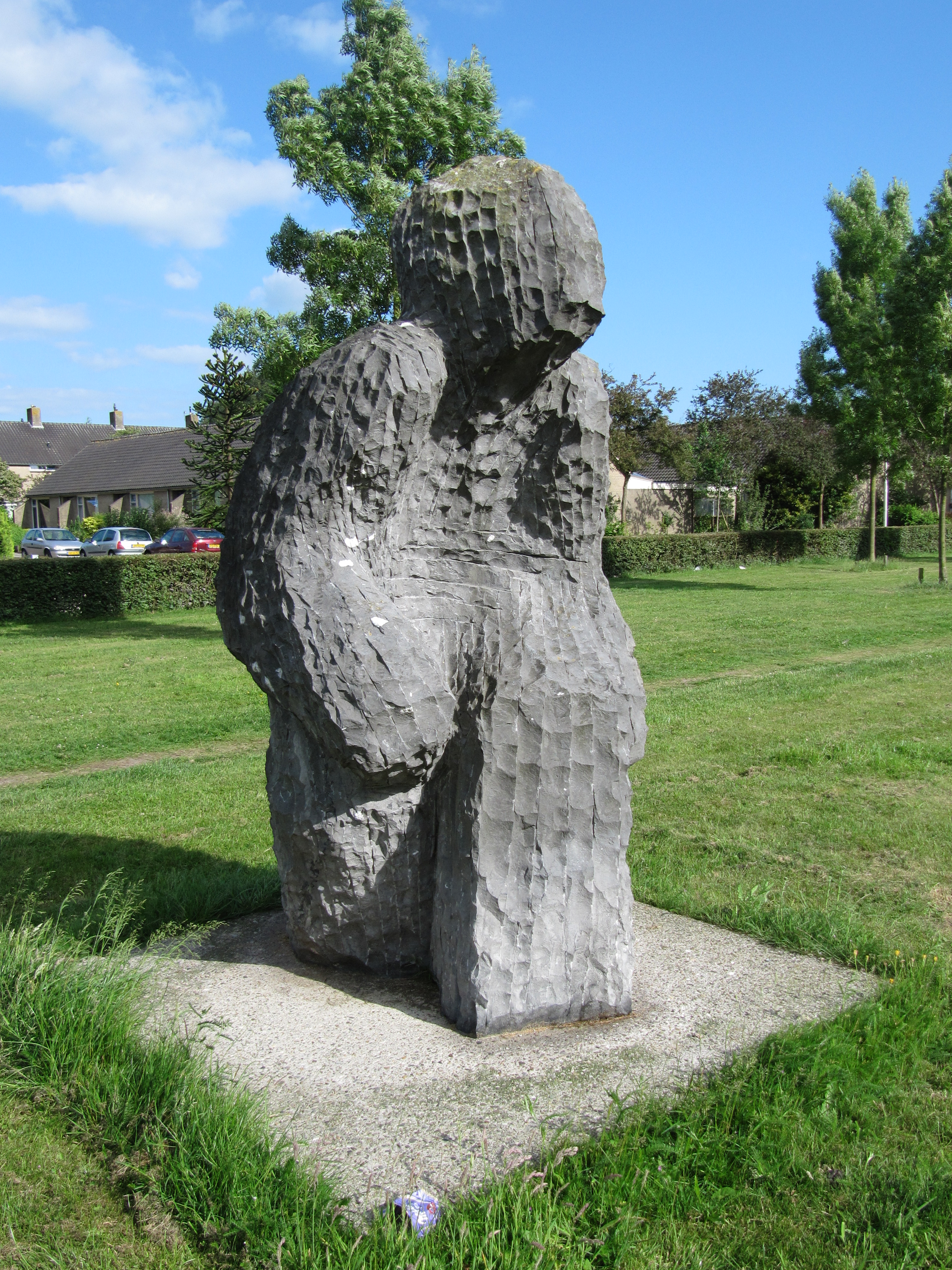
Man (1987), Amersfoort
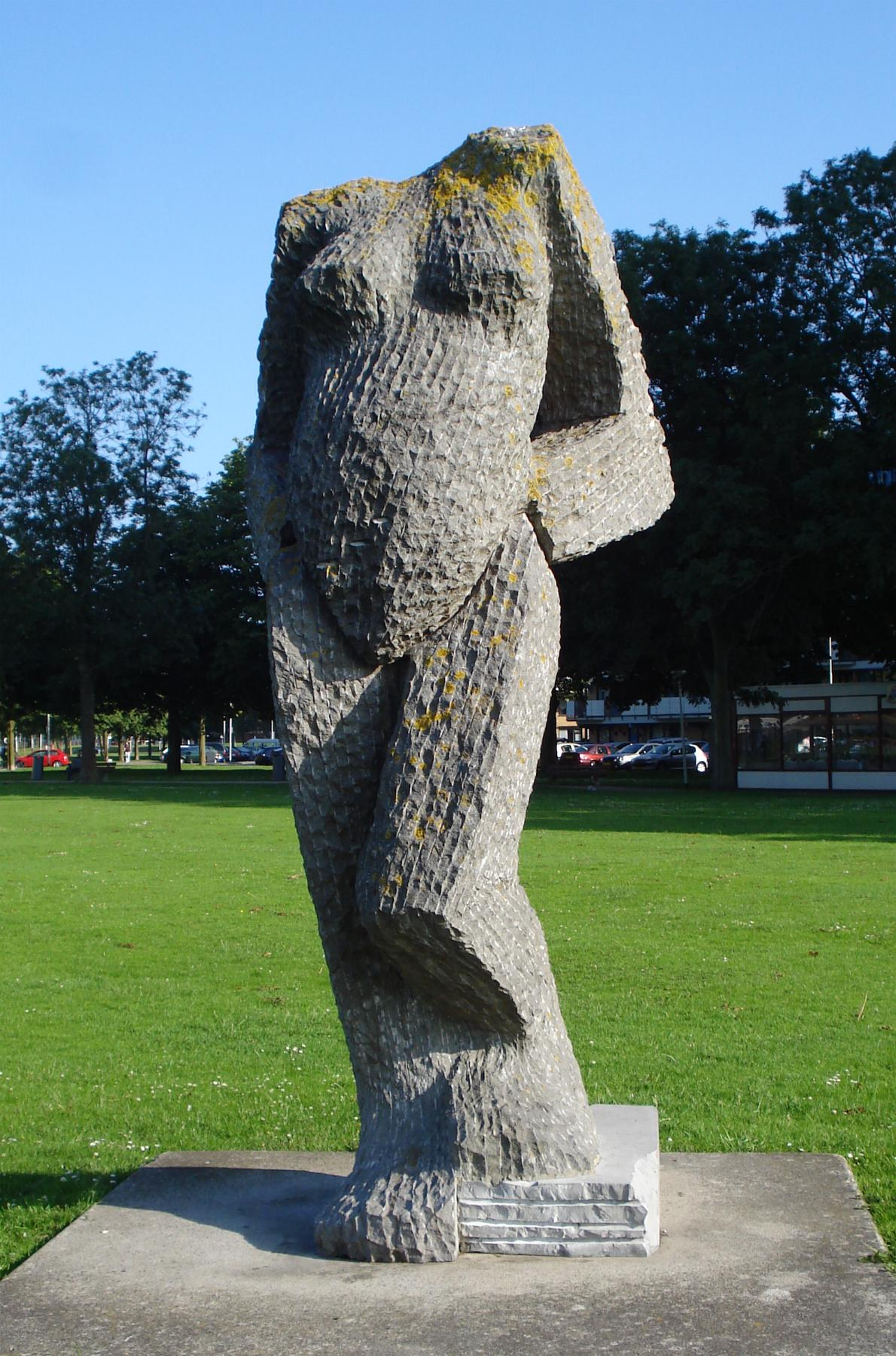
Vrouw II (1990), Rotterdam
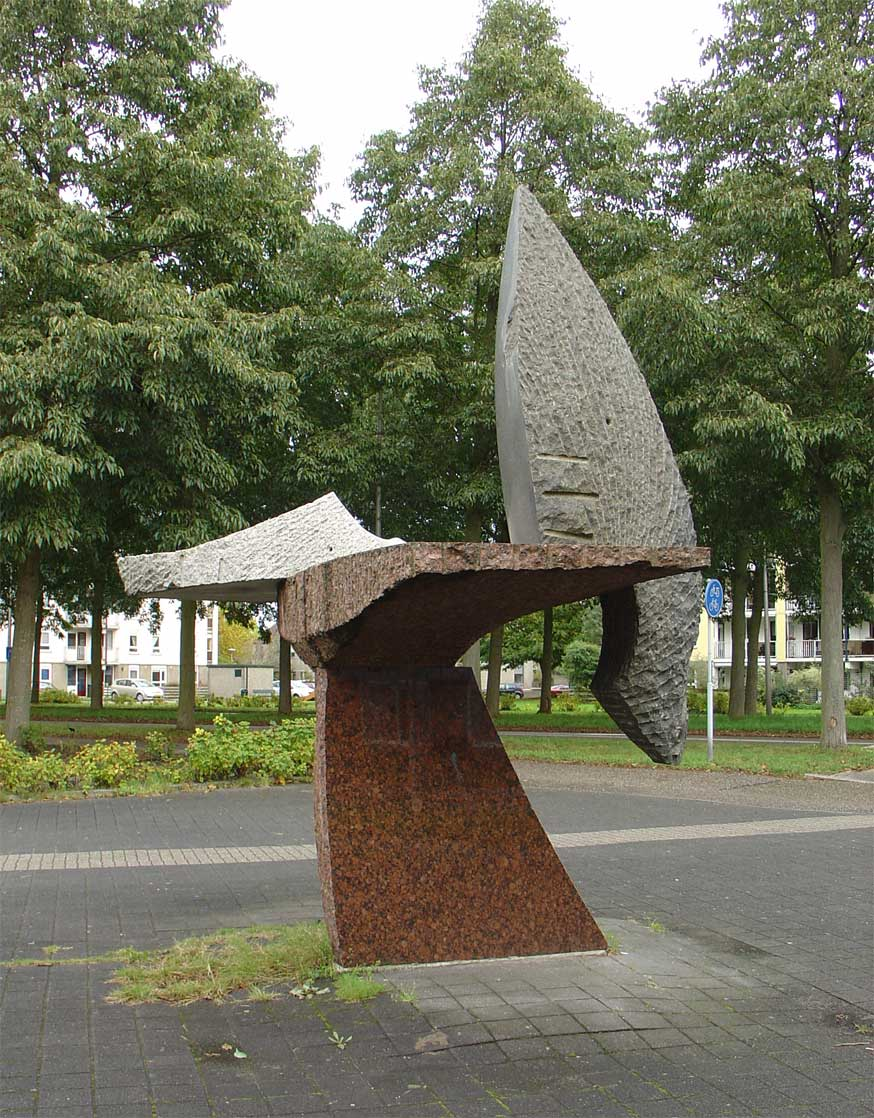
Tafel (1992), Goverwelle
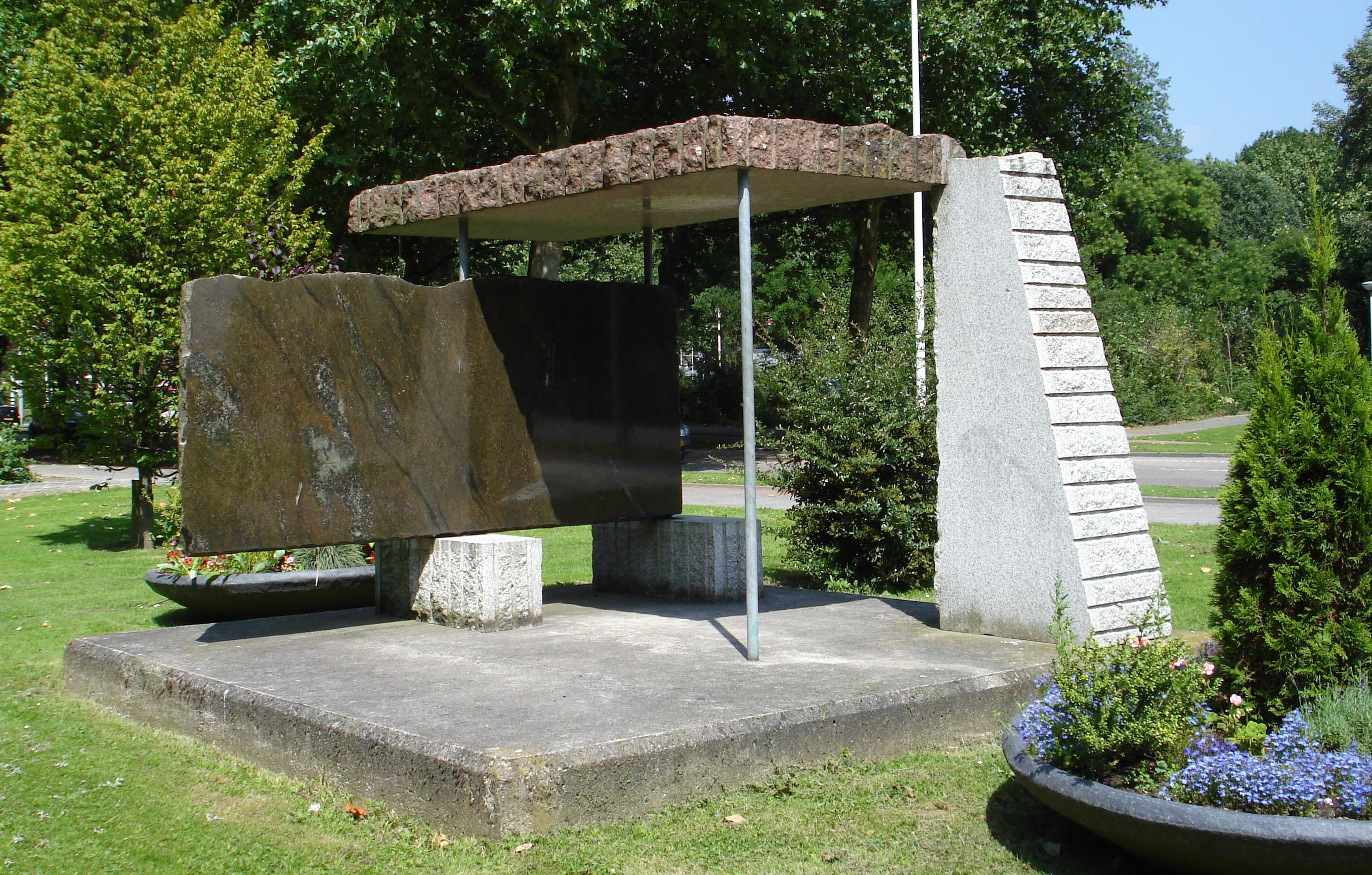
Shelter (1994), Rotterdam
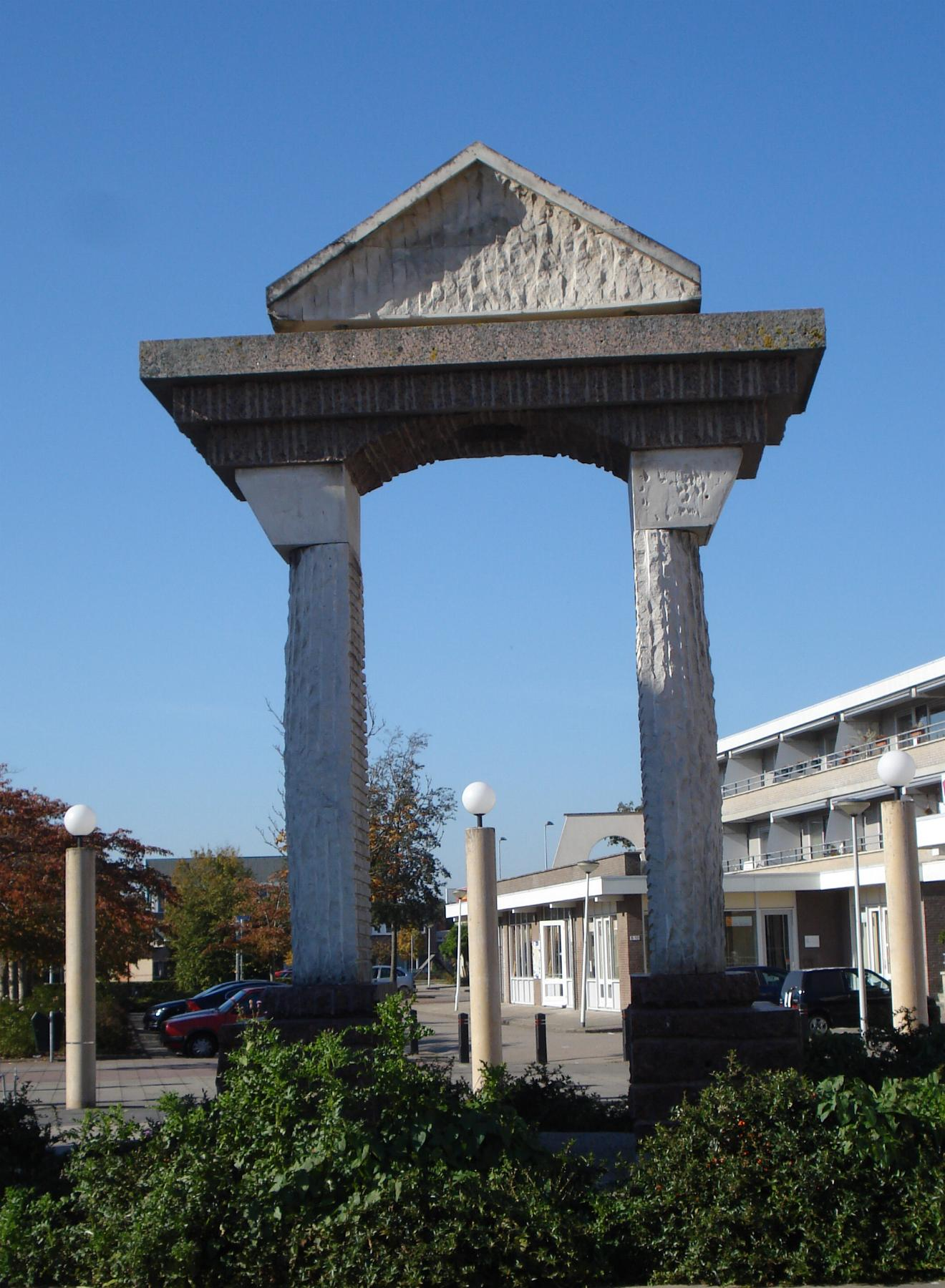
Gate 2 (1997), Barendrecht